# Ewa z Leodium
Ewa z Leodium (dzisiejsze Liège) (ur. pod koniec XII w.; zm. ok. 1265) – belgijska błogosławiona Kościoła katolickiego, ściśle związana ze świętem Bożego Ciała.
Według informacji zawartych w życiorysie św. Julianny z Cornillon, Ewa urodziła się w Leodium na początku XIII wieku. Pochodziła prawdopodobnie z dość bogatej rodziny. Od dziecka przyjaźniła się z Julianną. Ewa czuła się powołana do życia w rekluzji. Zamknęła się więc w celi przylegającej do kolegiaty św. Marcina. Działała na rzecz podtrzymania i rozszerzenia święta Bożego Ciała w Leodium.
Wspomnienie liturgiczne bł. Ewy obchodzone jest w Kościele katolickim 14 marca.